# 威信財
威信財（いしんざい、英語: prestige goods）とは、権力を象徴する財物を指す文化人類学の用語。ただしこの用語の定義は一定ではない。日本においては「物質的な生存には必要ないが、社会関係を維持するためには不可欠の生産物」としたK.エクホルムの定義を引用することが多いが、単に「威信を示す貴重品（英語: status symbols）」という意味合いで使われることも少なくない。
元々は経済人類学で用いられた用語で、階層化が進展した首長制社会において、上位層が贈与・交換を通じてその地位を確認し、かつ相互関係を取り結ぶ役割を負った器物を指す。また、これによって維持される社会体系を威信財システムと呼び、初期国家が成立する前段階における複雑な階層化社会を説明するのに有効な社会モデルのひとつとして提案された。しかし、日本の考古学界では、器物の社会的機能や流通様態の研究に踏み込まずに特定の器物に威信財のレッテルを貼るだけの濫用が行われた。

## 欧米での研究

### 威信財論の黎明期
威信財論の緒言は、1922年のブロニスワフ・マリノフスキによるクラ研究や、1897年のフランツ・ボアズのポトラッチ研究とされる。これらの交換や贈与の発見により、非市場的交易の究明が進んだ。1954年に発表されたマルセル・モースは『贈与論』で、贈与交換の原理に「霊的な力」の概念がある事を指摘し、経済現象にとどまらない「全体的社会事実」であることを明らかにした。その後、欧米での威信財論は、器物の交換局面に焦点を当てた研究と、社会構造論・国家形成論の枠組みを構築する研究に2分化する。特に後者について、1957年にカール・ポランニーが、貨幣経済以前の古代社会において威信財など財宝を支払い手段とする「財宝財政」と、食料などを支払い手段とする「基本物資財政」の2つが存在した事を主張した説は、その後の威信財論に大きな影響を与えた。このポランニーの視点は、1960年代以降に新進化主義人類学と構造主義的マルクス主義に取り入れられ、エクホルムらによって器物の流通と婚姻のコントロールにより社会関係が維持・再生産・発展するという視点が現れる。

### 威信財システム

威信財システムのモデル図

以上のような成果を踏まえて、1977年にジョナサン・フリードマンとマイケル・ローランズは首長制社会から初期国家に至るプロセスを次の5つのステージに設定し、実例に基づき社会進化の説明を試みた。
- 部族システム - 単系の出自集団（リネージ）や、共通の祖先をもつと認識する氏族（クラン）などに基づき、婚姻や交換を行う社会。
- アジア的国家 - 親族集団同士に序列化が生じ、より上位の親族集団との婚姻関係により社会における階層的位置づけが規定される社会。
- 威信財システム - 各地で首長社会が進展し、各地の上位層が交流を持つことで地域間に威信財の贈与・交換が行われ、同盟的な関係を結ぶ社会。
- 領域国家/都市国家 - 経済的な発展により特定の中心地を核として中央集権的に編成される社会（領域国家）。あるいは経済が独立的に発展する社会（都市国家）。
- 帝国 - 政治的・軍事的に統合される社会。

このうち、威信財システムはトンガの首長制社会や中国の西周代をモデル化したもので、首長制社会が広域に展開する際に地域間の政治的関係が取り結ばれるあり方を示すモデルとして示された。こうした社会において各地域集団内で威信財を入手できるかは、上位層との婚姻関係にかかっており、上位層から下位層への威信財の贈与と下位層から上位層への貢ぎ物の交換によって政治的同盟関係（上下関係）が維持・再生産される。ここでの威信財は、長距離交易によって上位層にもたらされる器物とされた。また、こうした社会構造は、上位層への威信財の供給が不安定になると崩壊する可能性を内包する、流動的な性質があるとされた。
フリードマンらの社会進化モデルは「後成説モデル」と呼ばれ、高い評価を受けたが、現在では必ずしも単一のプロセスで社会が進化するとは考えられていない。しかし、考古資料から権力資源を分析することで、世界各地の国家形成を具体的に比較検討しえる手法として評価されている。

## 日本での研究
1980年代まで日本の古代国家形成論は『記紀』などの文献史学が中心であったが、文献資料の乏しさや史料批判の深化により研究が下火となり、他分野との交流も少なく蛸壺化が起きていた。1990年代に都出比呂志が、考古学と文化人類学に立脚した初期国家論を提唱すると、それを画期として考古学分野での国家形成論の研究が盛んになる。そうした中で威信財論は、日本考古学界が好む唯物論的アプローチと相性が良かった事もあり注目を浴びるようになった。

### 日本における研究史
| 古墳時代中期の威信財のひとつ銘文鉄剣（稲荷山古墳出土鉄剣）  |  | 古墳時代中期の威信財のひとつ銘文鉄剣（稲荷山古墳出土鉄剣） |
| 古墳時代中期の威信財のひとつ 銘文鉄剣（稲荷山古墳出土鉄剣） |  |                                                            |

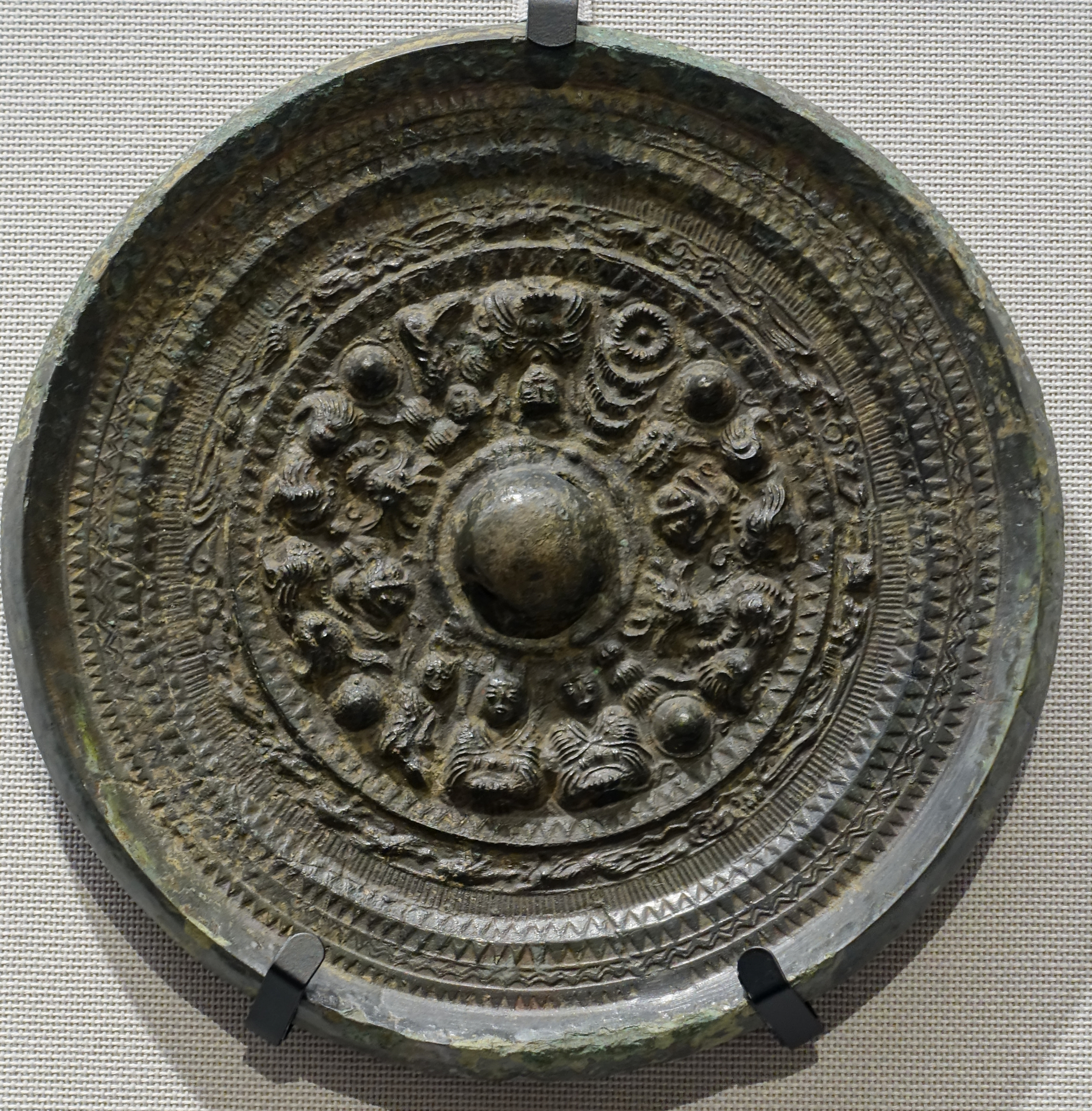
古墳時代初期の威信財のひとつ
三角縁神獣鏡

威信財論が本格的に日本に導入されるのは1990年代であるが、それ以前から威信財論的な視点はあった。特に1950年代に小林行雄が提唱した三角縁神獣鏡の同笵鏡論は威信財論を先取りした成果と評価されている。小林は、同笵鏡論と伝世鏡論を両輪として古墳の発生・男系世襲制の成立・大和政権の勢力拡大などの社会変化を銅鏡を中心に論じた。この小林の仮説は実証面から批判が相次ぎ、2010年代ではほぼ否定されているが、古墳時代の開始過程の研究に今なお影響を残している。
欧米での威信財研究を最初に日本の考古学に導入したのは1985年の穴沢咊光の論考である。しかし穴沢の発表はマイナーな媒体であったため普及しなかった。
1990年代前半からは、古墳時代を中心に多彩な器物が威信財と見なされた。松木武彦の鉄鏃の流通における「威信財重層モデル」など意欲的な提示もあったが、全体的には理論検討や明確な基準もなく、威信財に認定する傾向があった。
1990年代末からは、威信財の用語が濫用される。旧石器時代の石槍、縄文時代の硬玉製大珠・木の葉文浅鉢形土器、弥生時代の青銅製武器形祭器・銅鐸、古墳時代の銅鏡・金銅製品・石製品・武器武具・馬具、歴史時代の陶磁器・茶器など、あらゆる時代の貴重品や高級品が威信財と言い換えられた。その一方で、こうした器物が如何なる機能や役割を果たしたのかという重要な論点が看過された。
理論面での検討に先鞭をつけたのは河野一隆である。河野は威信財を「生産型威信財」と「非生産型威信財」に区別し、弥生時代から古墳時代の社会を考察した。特に「外部から威信財が継続して流入し、威信財が氾濫して社会システムが破綻する事態を、威信財の副葬により消費することで克服した」とする威信財の更新という視点は画期的であった。
2000年代からは日本における威信財論の弱点を克服する動きが見られるようになる。石村智は、流通パターンから「循環する威信財」「分配する威信財」「生産される威信財」に類型化し、オセアニア諸地域と日本列島の親族関係・生態系・民族事例を検討し、「威信財システムへの依存から脱却することにより社会の階層化が行われる」とする視点を提示した。
辻田淳一郎は、フリードマンらの威信財システムの枠組みを参考に、日本列島の国家形成プロセスのモデル構築を行った。辻田は、威信財を「入手・使用・消費が上位層に独占され、且つそのサイクルが社会的再生産のプロセスと不可分に埋め込まれたもの」と定義し、銅鏡や銘文鉄剣が中央政権と地方有力者を繋げる器物であると指摘した。さらに、こうした威信財システムが機能した古墳時代においても前期と中期で様相が異なる事や、後期に至るとミヤケ制・国造制・部民制が整い威信財が役割を終えることで社会構造が変化し、古代国家が誕生したと推測した。

### 威信財研究の問題点
下垣仁志は、国家形成論における威信財論の可能性を認めつつも、一方で方法論的な限界や問題点がある事を指摘している。
1つ目は物質的資料の残存性である。文化人類学の研究では、威信財が繊維製品や羽毛などの有機物である例が少なくない。『魏志倭人伝』に記載された邪馬台国への下賜品も「絳地交龍錦」などの高級織物が大半を占めており、これらが威信財として機能していた可能性は高い。しかし、考古資料は残存性の高い金属器や石製品などの無機物に偏ってしまい、全ての器物の移動を復元することは困難である。また、女性や奴隷の労働力など非物質的な交換を復元することも至難である。こうした非物質的な財は、威信財の贈与に対する貢納として用いられることが多いが、実態が明らかでないため類推に頼らざるを得ず、結果として貢納・反対贈与はしばしば矮小化される。
2つ目は器物とそれを保有した人間の関係性が軽視されがちな点である。威信財論は、社会構造の発展・再生産で器物が果たした役割に焦点があてられる事が多い。そうした検証は重要であるが、その反面、あたかも器物が威信をパッキングして集団間を移動するかのように描かれる事が少なくない。しかし実際には所有者が器物の使用、あるいは保管を通して、威信を生成し価値を付与したはずである。こうした威信の生成する行為をなおざりにすると、結果として威信財の交換・移動が行われた要因を軽視することになりうる。